# 近衛通隆
近衛 通隆（このえ みちたか、旧字体：近󠄁衞 通󠄁隆󠄁、1922年（大正11年）5月11日 - 2012年（平成24年）2月11日）は、日本の歴史学者。東京大学史料編纂所教授、霞山会会長、児玉文庫再興委員会会長、陽明文庫理事長を歴任した。

## 人物
近衛文麿の次男で近衛文隆の弟。近衛忠煇の叔父にあたる。学習院中等科在学中、1935年10月12日、叔父の近衛秀麿と正妻の泰子（旧姓毛利）の養子となる。東京帝国大学在学中、学徒動員に駆り出され、1945年10月に復学。1951年東大史料編纂所に入り、1962年助手、1969年助教授、1981年教授、1983年定年退官。
父である近衛文麿に関する証言をインタビュー等で度々行っている。その一つによると、青酸カリによる服毒自殺を図る前日鉛筆で記した、「自分は多くの過ちを犯してきたが、戦犯として裁かれなければならないことに耐えられない」と書かれたメモを受け取った。「明日、巣鴨に出頭してくれますか」と問うと、返答はなく、ただ激しい不快の表情であったという。
ゴルフの名手としても知られた。東京大学教授在職中にはゴルフ部部長を務め、自らも関東アマチュアゴルフ選手権のチャンピオンでもあった。日本ゴルフ協会会長、東京ゴルフ倶楽部理事長、日本学生ゴルフ連盟名誉会長等を歴任した。「ゴルフは親から教えられたのではなく、夏の間、一家を挙げて軽井沢で過ごすのは子供にとっては退屈で、親がコースに出ている時、親のクラブをこっそり持ち出し、コースの片隅でボールを打ったものです。いつしか飛ぶようになり、ゴルフとはこんなものと、基本を覚えました」と話している。
2012年2月11日に急性心不全のため死去。89歳没。

## 系譜

### 近衞家
近衞家は、藤原忠通の子である近衞基実を始祖とし、五摂家の一つであった。

### 皇室との関係
後陽成天皇の男系十三世子孫である。後陽成天皇の第四皇子で近衛家を継いだ近衛信尋の男系後裔。

詳細は皇別摂家#系図も参照のこと。